# Larians-et-Munans
Larians-et-Munans è un comune francese di 216 abitanti situato nel dipartimento dell'Alta Saona nella regione della Borgogna-Franca Contea.

## Società

### Evoluzione demografica
Abitanti censiti